# Церква Святого Хреста (Пано Лефкара)
Церква Святого Хреста - церква у історичному селищі Пано Лефкара на Кіпрі.

## Історія
Церква знаходиться в центрі села і була побудована в 14 столітті нашої ери.
Дерев’яний іконостас зроблений в 1760 році.  В ній зберігається релігійний артефакт, хрест. За легендами цей хрест має у собі частинку Святого Хреста. Кажуть, що хрест у село перенесла Агія Елені під час свого візиту на Кіпр. Ікони, датовані 14 століттям. Цю дату підтверджує дата, вписана під срібним хрестом. 
У 1740 році храм був відремонтований, а іконостас вирізьблений скульптором Хаджикиріако. Напис біля основи ікони Христа свідчив, що позолотування храму відбулося в 1761 р. У 1857 р. була побудована грандіозна дзвіниця церкви, а дзвони подаровані жителями Лефкари, які проживали за кордоном. У 1867 році церкву розширили, щоб вмістити більше людей. У 1909 році були побудовані так, як вони є сьогодні. Також зроблено двері з північного боку церкви. Протягом 1953 року купол був розписаний різноманітними розписами. Його інтер’єр має шість колон, по три в кожні два ряди.